# Witch Tree

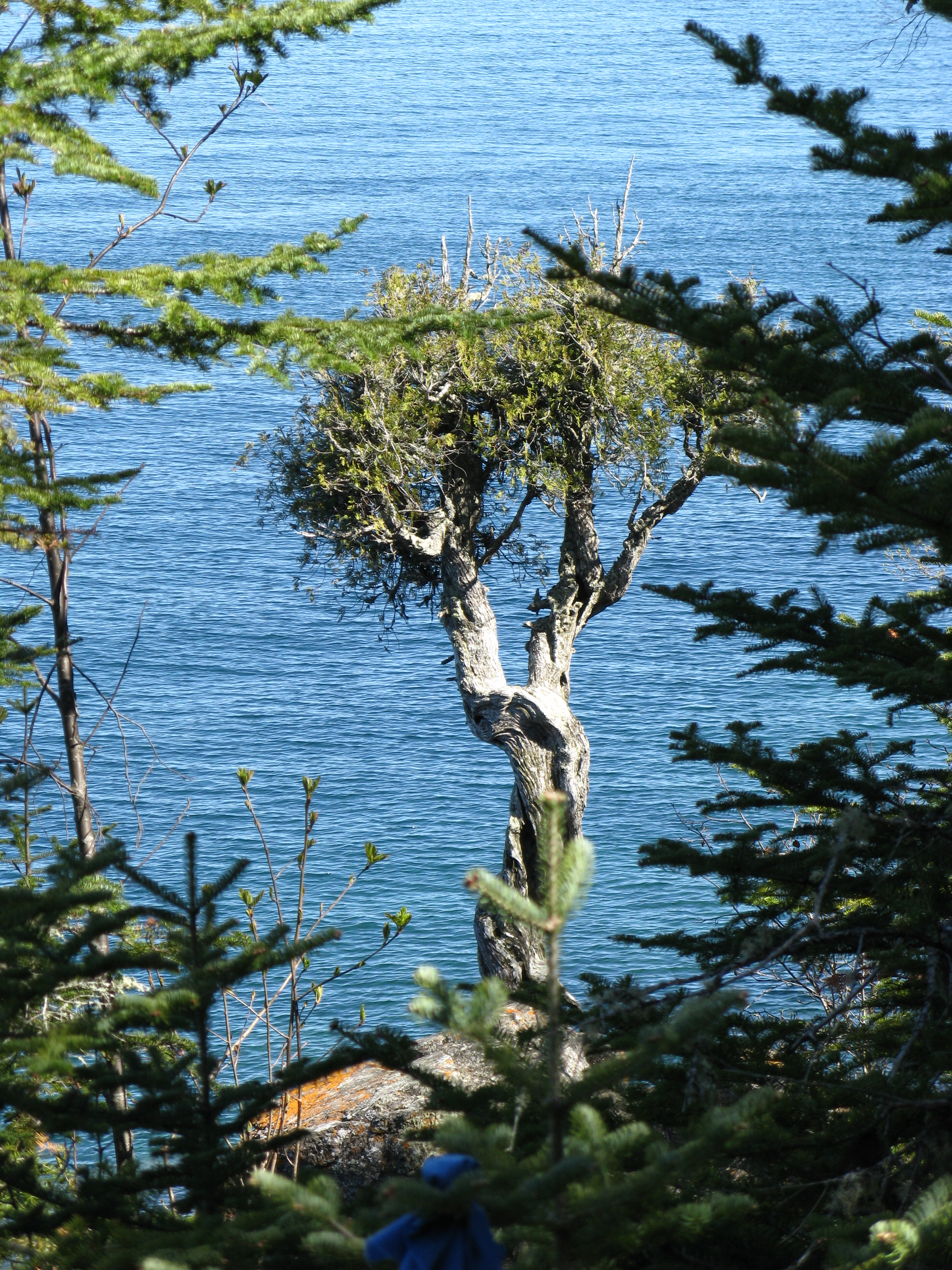
Witch Tree

De Witch Tree, Manidoo-giizhikens of Spirit Little Cedar Tree is een meer dan 300 jaar oude boom van de soort westerse levensboom (Thuja occidentalis) aan de noordwestelijke oever van Lake Superior in de Amerikaanse staat Minnesota. De boom groeit op een rots ten oosten van het gehucht Grand Portage (Cook County). Hoewel de Witch Tree volwassen is, betreft het een kleine, kronkelige boom.
De inheemse bewoners van de streek, de Ojibwegindianen, beschouwen de boom als heilig. Ze offeren er traditioneel tabaksbladeren voor een goede reis op Lake Superior. Om het vandaliseren van de boom een halt toe te roepen, is het bezoeken ervan uitsluitend nog toegestaan in het bijzijn van een stamlid van de Ojibweg, die sinds 1987 eigenaar zijn van de grond.
De Witch Tree wordt in de notities uit 1731 van de Franse ontdekkingsreiziger Pierre Gaultier de Varennes et de La Vérendrye al als volwassen boom vermeld.